# 美味就是這樣
（羅馬化：Vkusno i tochka），也译就是这么好吃、美味据点、滋味句點，是俄羅斯的連鎖快餐店，主要供應重新命名的麥當勞菜單。由於2022年俄羅斯入侵烏克蘭，麥當勞關閉俄羅斯所有分店，並將所有俄羅斯業務全部出售給俄羅斯企業家亞歷山大·戈沃爾後，其在原先的麥當勞分店重新開業。

## 歷史
2022年3月8日，由於俄羅斯入侵烏克蘭，在俄羅斯經營的西方國家企業面對全球社交媒體用戶持續施壓之下，麥當勞宣布暫時停止其在俄羅斯的業務，並將繼續支付在該國的員工工資。這些餐廳由俄羅斯麥當勞前首席執行官奧列格·帕羅耶夫（Олег Пароев）接管，並於2022年3月中旬繼續營業。5月16日，麥當勞宣布完全撤出俄羅斯，將其整個俄羅斯業務全部出售給企業家亞歷山大·戈沃爾，並可選擇在15年內回購已出售的資產。
「美味就是這樣」的法人實體保持不變，但有限公司名稱從McDonald's LLC更名為PBO System LLC。俄羅斯麥當勞首席執行官奧列格·帕羅耶夫仍然留任。自2022年6月1日起，兩家地區子公司加入了法人實體：「聖彼得堡 OOO SRP」和「莫斯科 OOO YuRP」。2021年，兩法人實體收入超過750億盧布。此外，奧列格·帕羅耶夫被任命為負責管理符拉迪沃斯托克地區的餐飲公司「DVRP LLC」總經理，該公司最初由亞歷山大·戈沃爾所有。俄羅斯麥當勞前加盟商「Spravochnik LLC」的主要法人實體仍然保留在管理層中，其收購了該地區在2035年之前所有俄羅斯麥當勞相關商標的權利。
2022年6月9日，這家連鎖餐廳發布了商標。商標的背景是綠色的，紅色圓形代表漢堡包、兩條橙線代表炸薯條。當時設想的新品牌可能名稱包括「就愛此」（Просто так）、「趣滋味」（Весело и вкусно）、「皆同」（Тот самый）和「賬全免」（Свободная касса）。這些名稱已在俄羅斯聯邦知識產權局註冊。然而，「美味就是這樣」名稱卻尚未註冊，其名稱是在開業前一天2022年6月11日才構想出來的。因此，品牌在開業前仍未解決連鎖餐廳名稱的法律問題。
2022年6月12日，新的「美味就是這樣」品牌在俄羅斯前麥當勞餐廳的場地內開業，開業的餐廳總共有15家。
其中，莫斯科時間2022年6月12日12:00，位於普希金廣場的旗艦店在剪彩中開業。旗艦店上的展示屏寫道：「名字變了，愛還在」。莫斯科市長謝爾蓋·索比亞寧也出席開幕典禮，他向餐廳的管理層和員工發表了講話。據《俄羅斯日報》的記者報導，普希金廣場旗艦店的開幕典禮上聚集了很多人，但「人數與1990年（蘇聯第一家麥當勞開業時）相差甚遠」。
6月15日，据莫斯科24报道，餐厅现有名称会更改，后被公司新闻服务部否认，但承认目前的名称是临时的。而总经理奥列格·帕罗耶夫表示不考虑改名。

### 白俄罗斯

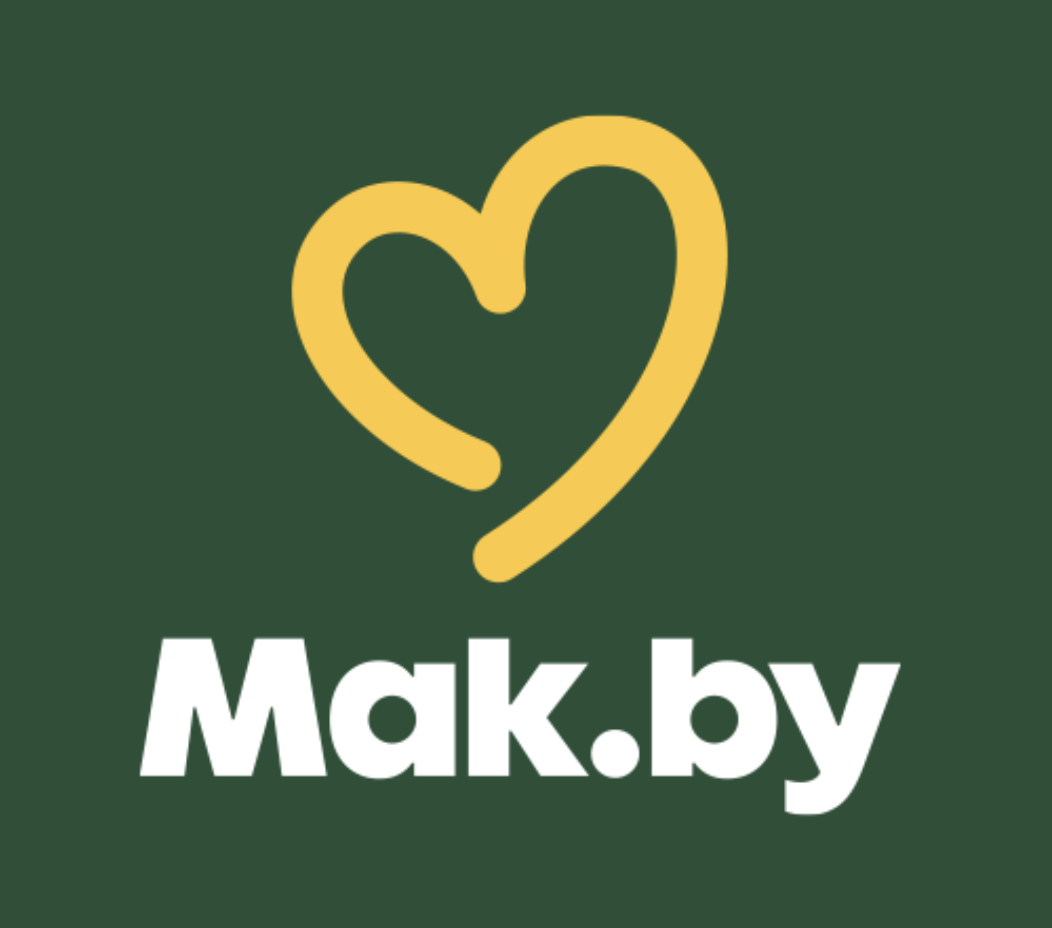
Mak.by

2022年11月，麦当劳宣布于11月22日关闭在白俄罗斯的门店，改由“美味就是这样”接手。结果麦当劳没有如期停业，而是延长到11月27日营业。从11月27日开始起，当地的麦当劳门店以“我们有开放！”的招牌继续营业。
2023年4月初，麦当劳在白俄罗斯的代理商KSB胜利餐厅申请注册商标“Mak.by”。同月18日，品牌正式更名为“Mak.by”。

### 哈萨克斯坦

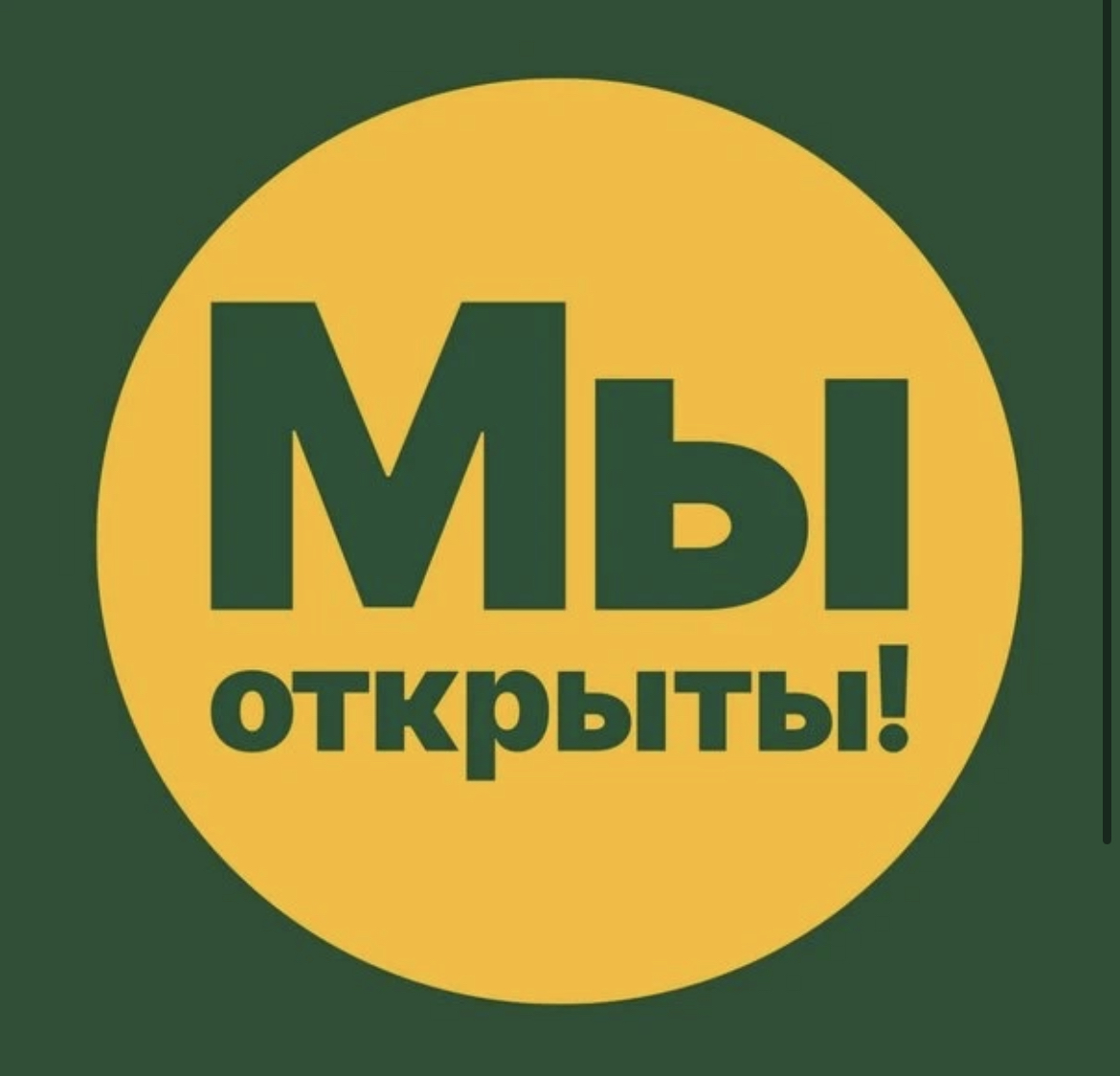
MyOtkryty

2023年1月，麦当劳宣布关闭在哈萨克斯坦的门店，原因据信是供应链问题。其后品牌更名为“MyOtkryty”。由于与麦当劳存在协定，“只有美味”没有打出自家名称在当地营业。尽管如此，“只有美味”还是在当地申请了注册商标。

### 未来发展
2023年6月和9月，消息指公司计划将业务拓展至阿布哈兹和中国。

## 菜單
據「美味就是這樣」CEO奧列格·帕羅耶夫稱，在餐廳開業的初期，由於包裝和物流的問題，並非所有以前已知的菜餚都會提供。據他介紹，餐廳的菜單將不包括巨無霸漢堡包和麥旋風，因為這些產品「與麥當勞品牌有強烈關聯」。新菜單也不會提供酒精，但公司將根據餐廳所在的地區而調整口味。
「美味就是這樣」與麥當勞的菜單幾乎一樣，但菜品名稱發生了變化，去掉了「麥」字前綴。菜單上還有一些熟悉的項目：芝士漢堡、雙層芝士漢堡、至尊漢堡、足三兩、麥香雞、脆辣雞腿包、麦香鱼、凱撒卷，以及：炸薯條、麥克雞塊、炸蝦和脆香雞翼，甜點包括櫻桃派、華夫蛋筒、冰淇淋加配料、奶昔和蘋果醬。而巨无霸的替代品“大吃一‘击’”（Big Hit）也将推出。
其在食品的包裝配色出現變化，而開心樂園餐的替代品“儿童组合包”並未發售玩具。「美味就是這樣」可以用六種語言下訂單：俄羅斯語、英語、塔吉克語、烏茲別克語、吉爾吉斯語和漢語。
食品類別的價格範圍由華夫餅筒定價39盧布到雙層芝士漢堡定價348盧布不等。在飲料方面，價格由茶定價55盧布到咖啡定價109盧布不等。據《論據和事實》報導，連鎖餐廳翻新後，價格上漲約10%。
由於俄羅斯所需的馬鈴薯品種數量不足以及外國生產商拒絕提供其產品，一些美味就是這樣連鎖店將薯條從菜單中剔除。

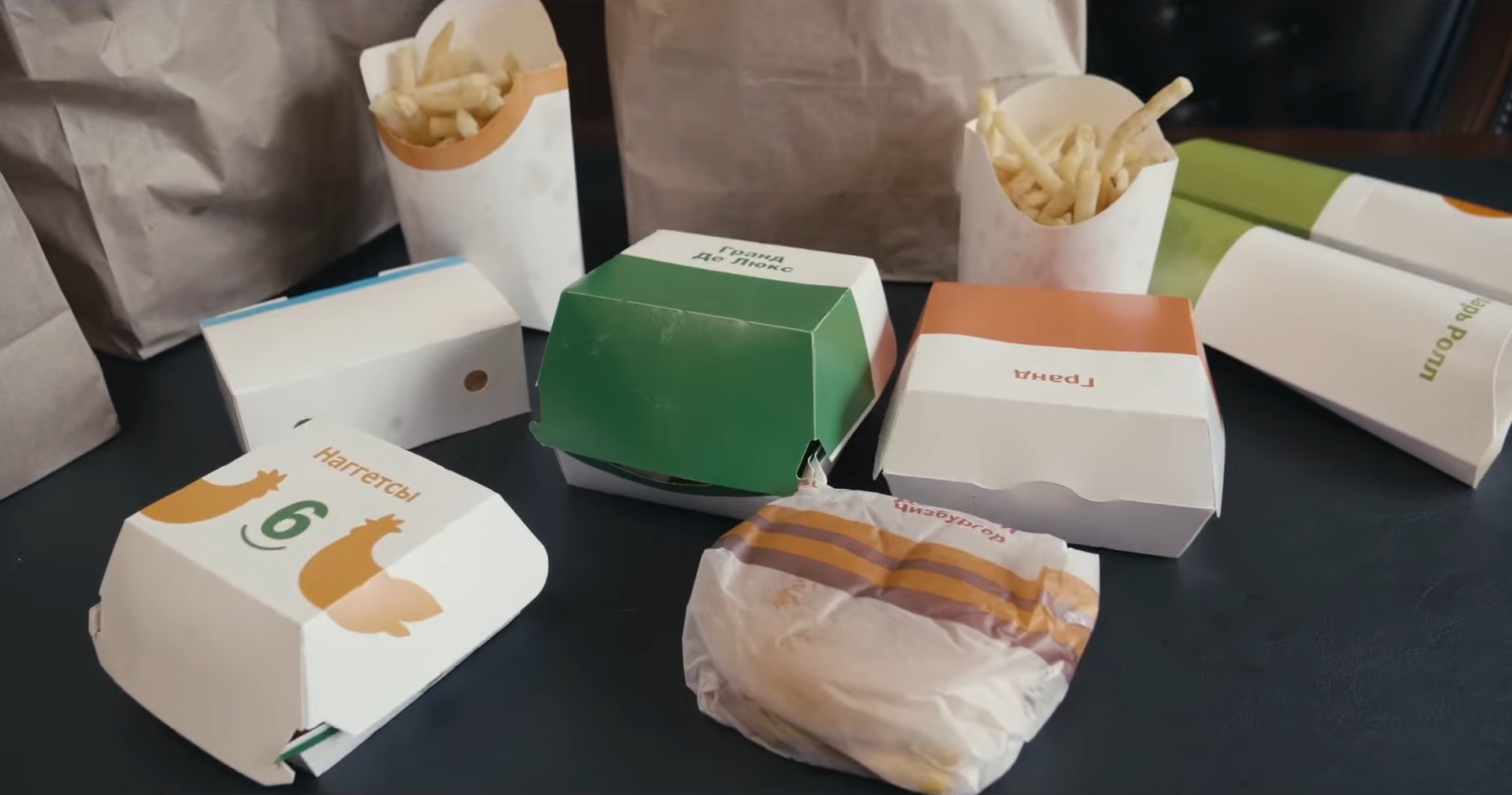
食品包裝
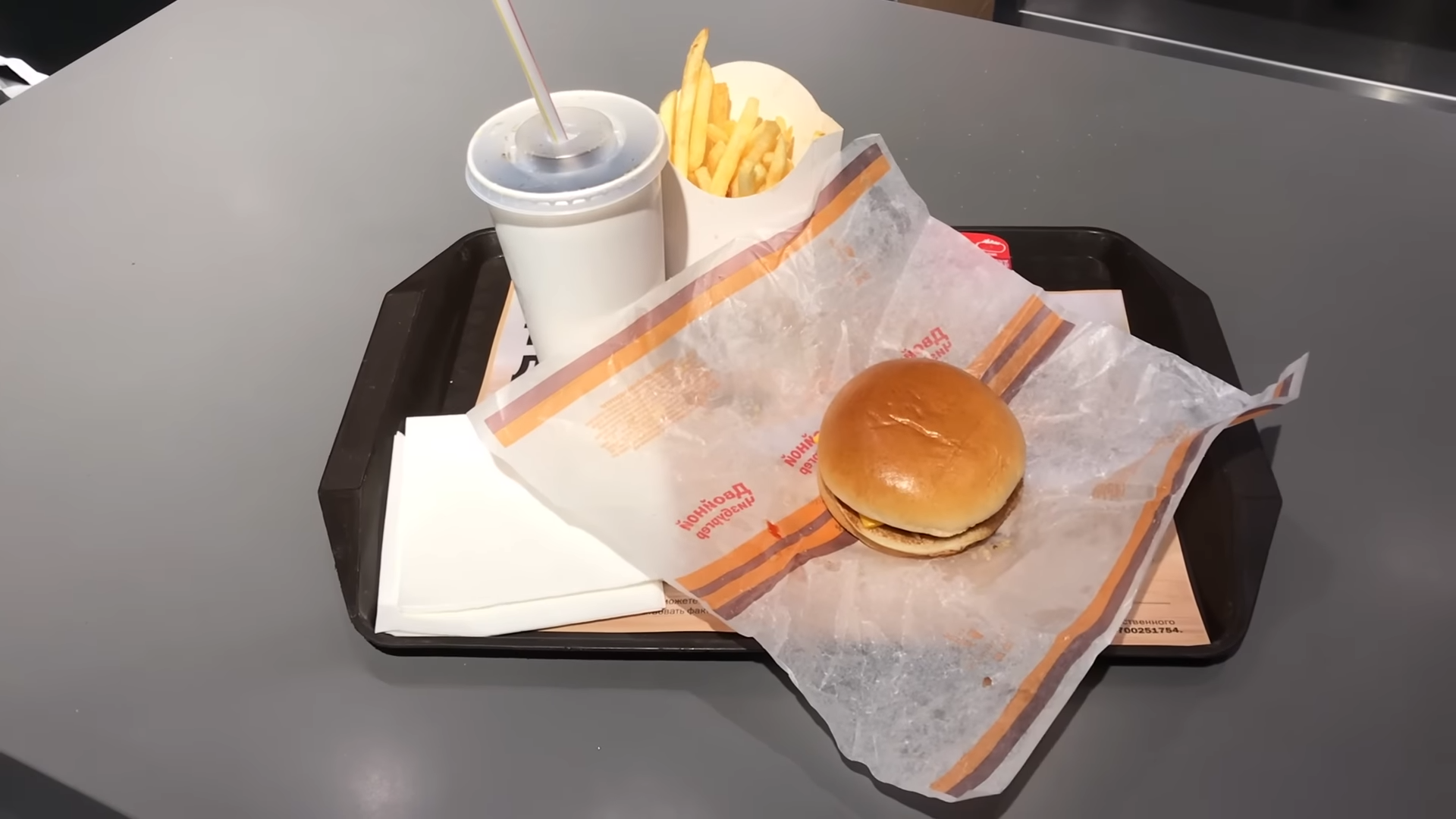
漢堡、薯條和飲料
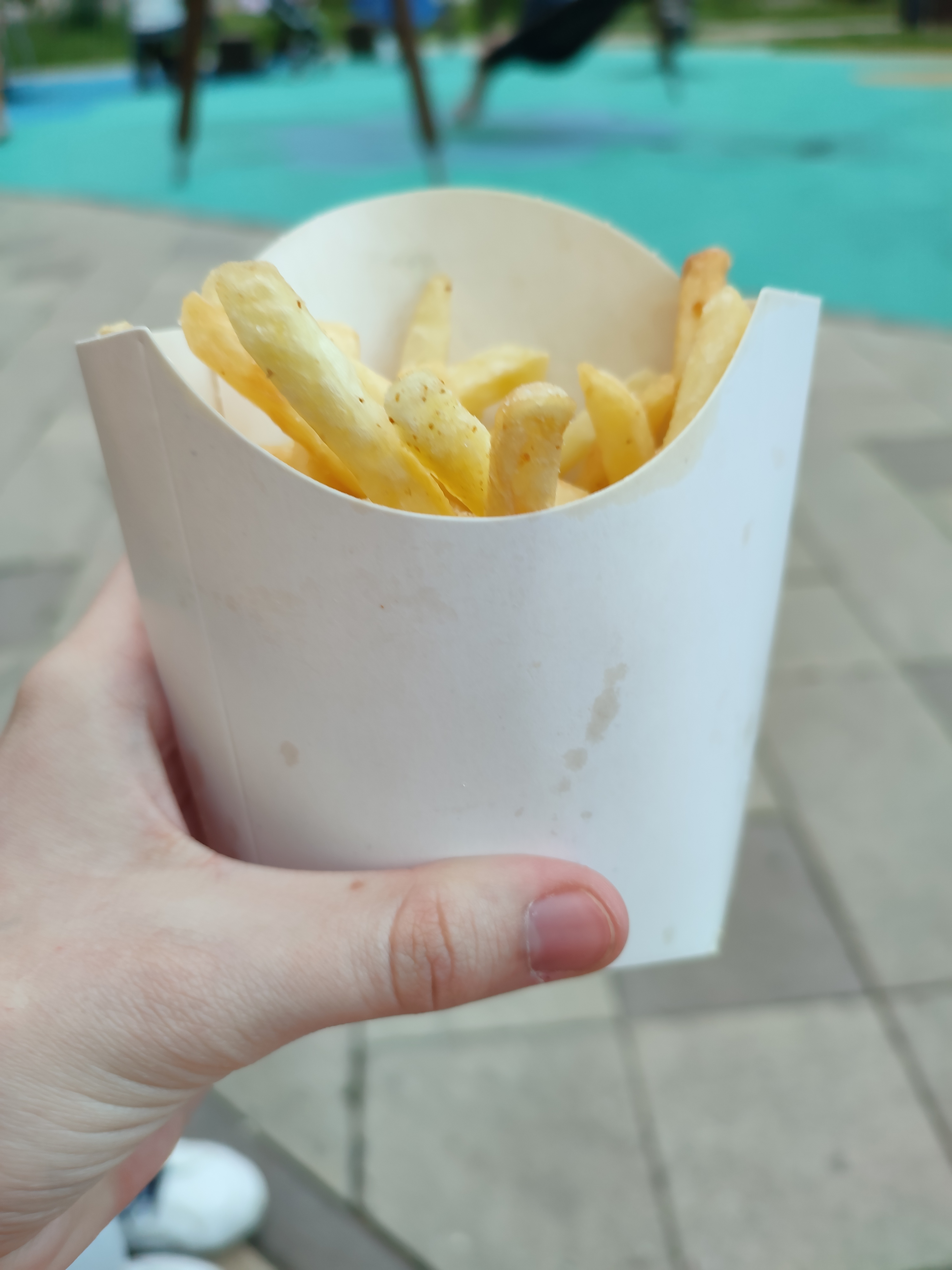
炸薯条
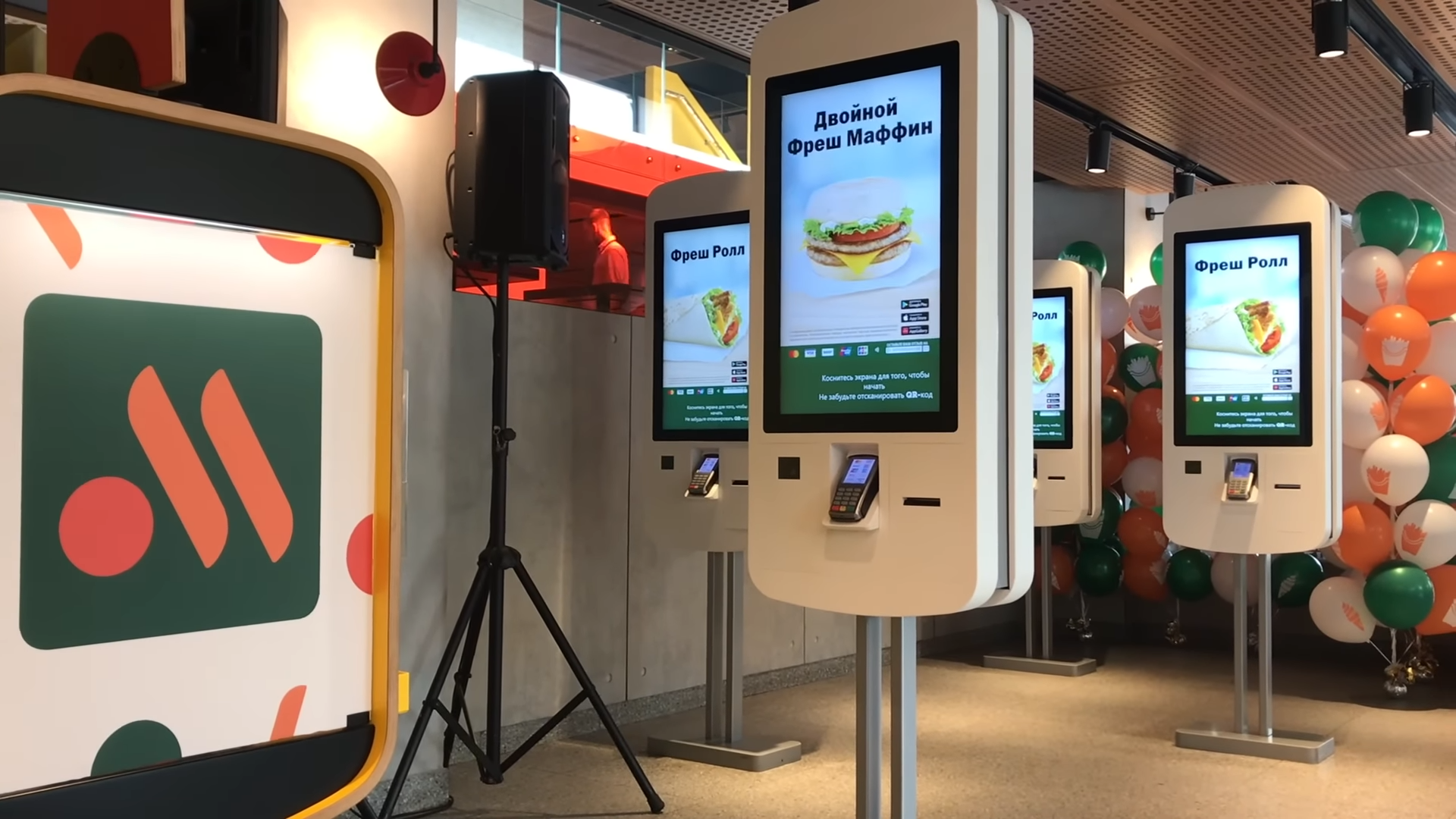
自助點餐機
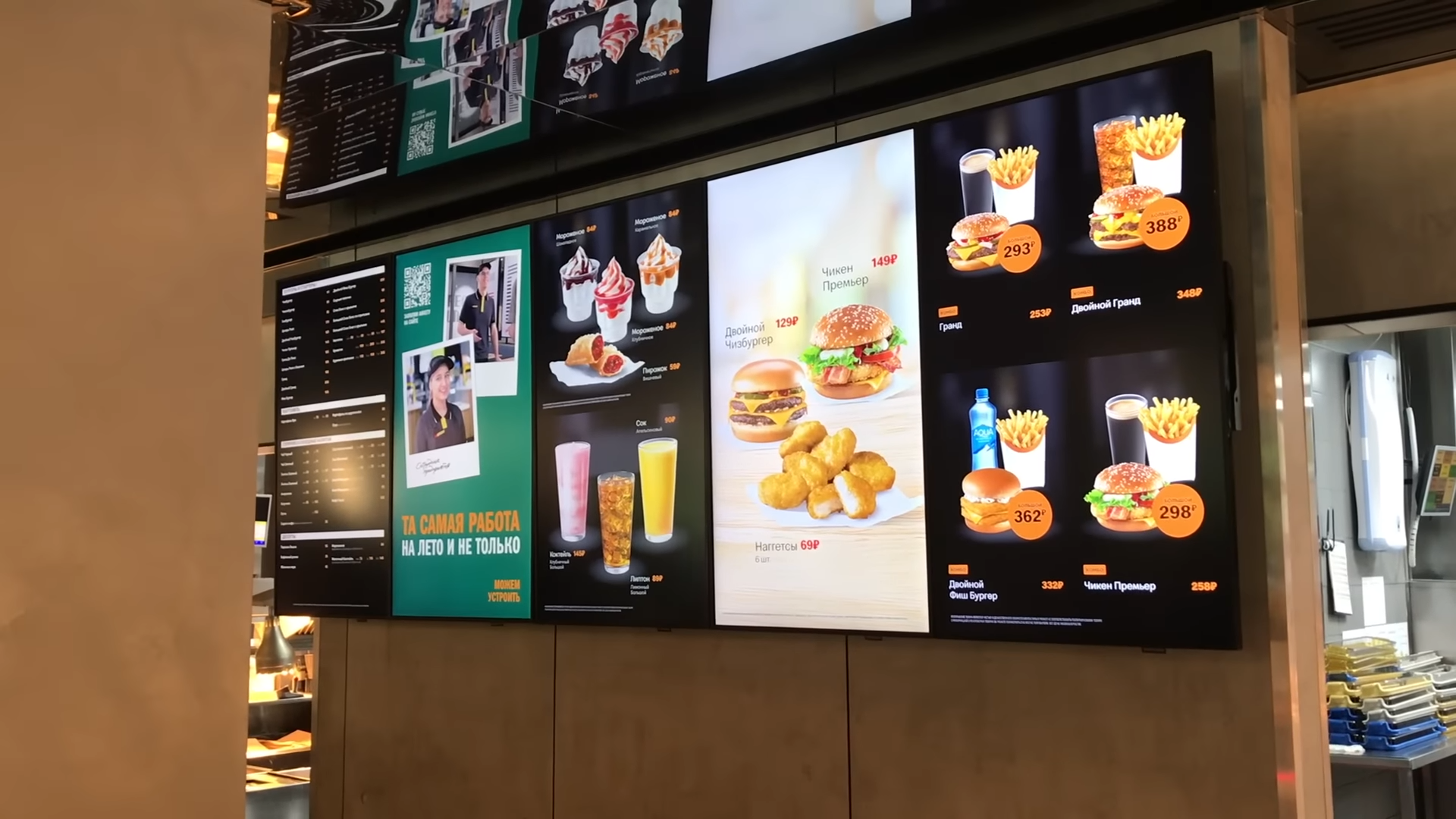
流動菜單畫面

## 評論
自連鎖餐廳開業以來，許多VKontakte和Twitter的用戶都不喜歡「美味就是這樣」名稱，稱倒不如叫「萬尼亞舅舅」還好。批評者指出餐廳商標與在俄羅斯經營的萬豪連鎖酒店相似，看起來像「萬豪酒店的商標與孟加拉國國旗交互成果」。
2022年6月13日，有報導指，「美味就是這樣」的商標是改造自葡萄牙寵物食品品牌「Matosmix」商標，也與日本的連鎖速食餐廳摩斯漢堡商標類似。
餐廳開業的第一天，一名抗議者舉起了橫額：「還我巨無霸！」他很快被趕離現場。
俄羅斯營銷商協會董事會成員尼古拉·格里戈里耶夫（Николай Григорьев）表示，這連鎖快餐店的名稱不會在消費者中紮根，他認為名稱由於不便，網絡可能很快會自行幫其更名：「這是一個很冗長的名字。試想一下，一個年輕人對另一個年輕人說：『讓我們去美味就是這樣吧。』同樣情況最簡單的類比是『銀行』。人們拿走了字詞並縮減了它，然後將縮寫名稱視為正式而流通。」
據營銷人員稱，「麥當勞」這個舊名稱很快就會從俄羅斯消費者的詞典中消失，為了不讓新品牌名稱發音太長，網民自己會想出名字。而儘管網民對「美味就是這樣」名稱持負面批評，亦有傳言連鎖餐廳將會改名，但品牌的發言人表明「關於更名的訊息不真確」。
在滨海边疆区运营网站“美食就是好吃”（Еда и точка）的谢尔盖·庞克拉托夫指责新公司抄袭了他的名字，向法院提告。

## 食安問題
2022年7月3日，霍羅紹沃-姆紐夫尼基區一家「美味就是這樣」分店的一位顧客抱怨漢堡發霉。這家連鎖餐廳的新聞發報部門表示，他們已經開始調查發霉的麵包是如何進入廚房，並補充說他們已經聯繫了製造商，以釐清事件所有情況。
7月4日，克謝尼婭·索布恰克在Telegram報頻道中表示，莫斯科阿爾巴特街的「美味就是這樣」分店提供「過期一天的奶酪醬和馬鈴薯」。「美味就是這樣」的新聞發報部門表示，已確保所有的醬汁都經過雙重檢查，他們發現醬汁「一小部分已經過期，已經下架了……我們還檢查了所有分店的醬汁以免再次發生這種情況。」同樣在阿爾圖菲耶沃站發生了另一宗與分店產品有關的事件，有人拍攝到托盤架上的麵包以露天的運輸車運輸，而麵包在運輸途中被大量的烏鴉和鴿子啄食。而「美味就是這樣」的新聞發報部門表示，有人故意將鳥食倒在餐廳附近，稱所有可能受此事件影響的產品都被處理掉。並指出：「產品質量和安全是我們的首要任務。影片拍攝了卸貨過程。所有帶有麵包的上部托盤，無論是否損壞，都已棄置。」而Twitter用戶也開始抱怨「美味就是這樣」的漢堡中發現昆蟲的腿。
7月5日，營銷人員協會理事會成員尼古拉·格里戈里耶夫在訪問中將「美味就是這樣」所發生的種種問題歸因於「俄羅斯企業的通病」。

## 另見
- 麥當勞在俄羅斯